# Białołęka
Białołęka är ett distrikt i Warszawa, beläget i den norra delen av staden.

## Historia

### Białołęka by
Białołęka by startades år 1425 och tillhörde Gołyńskifamiljen. År 1938 hade Białołęka 900 invånare och tillhörde Bródno kommun.

### Białołęka distrikt
År 1994, på grund av Lagen om ny territorial fördelning av huvudstaden, ändrade Białołęka namn till Warszawa-Białołęka kommun. År 2002 ändrade territoriets indelning, med att ersätta Warszawas kommuner med distrikt.